# Xã Hickory Point, Quận Macon, Illinois
Xã Hickory Point (tiếng Anh: Hickory Point Township) là một xã thuộc quận Macon, tiểu bang Illinois, Hoa Kỳ. Năm 2010, dân số của xã này là 18.523 người.